# 유건 (치천정왕)
치천정왕 유건(菑川靖王 劉建, ? ~ 기원전 110년)는 중국 전한의 황족·제후왕으로, 치천의왕 유지의 아들이다.

## 생애
원광 6년(기원전 130년)에 아버지 치천의왕이 죽자, 그 뒤를 이어 치천왕이 되었다.
원삭 2년(기원전 127년), 제나라 왕 유차창이 자살하고 봉국이 폐지되는 사건이 일어났는데, 제나라 시조 제도혜왕의 자손에게 세워준 제후국은 망한 제나라 외에 교서나라·교동나라·제북나라·치천나라·성양나라 다섯 나라가 남아 있었지만, 이 중 앞의 세 나라에는 이미 제도혜왕의 후예가 끊겨 다른 왕가가 들어섰으므로 남은 제도혜왕의 자손은 치천·성양 두 나라의 왕가였다. 그 중 치천나라가 제나라에 더 가까웠으므로, 치천나라가 제도혜왕의 무덤을 둘러싼 임치 동쪽 지역을 받아 제도혜왕의 제사를 받들게 되었다.
치천정왕 20년(기원전 110년), 치천정왕은 죽고 아들 치천경왕 유유가 뒤를 이었다.

## 가계
- 치천의왕 유지
  - 치천정왕 유건
    - 치천경왕 유유
    - 육원후 유하
    - 광요강후 유국
    - 병경후 유성
    - 유려양후 유무해

치천정왕의 아들들은 왕이 된 세 치천경왕을 제외하고 모두 원정 원년(기원전 116년) 7월 신묘일에 후작으로 봉해졌다.